# НБА в сезоні 1967–1968
Сезон НБА 1967–1968 був 22-им сезоном в Національній баскетбольній асоціації. Переможцями сезону стали «Бостон Селтікс», які здолали у фінальній серії «Лос-Анджелес Лейкерс».

## Регламент змагання
Участь у сезоні брали 12 команд, розподілених між двома дивізіонами.
По ходу регулярного сезону кожна з команд-учасниць провела по 82 гри. До плей-оф, який проходив за олімпійською системою, виходили по 4 кращих команди з кожного дивізіону. На стадії півфіналів дивізіонів проводилися серії ігор до чотирьох перемог, причому лідерам регулярного сезону кожного з дивізіонів протистояли команди, що посіли четверті місця тих же дивізіонів, а другі та треті місця складали другу півфінальну пару кожного з дивізіонів. Переможці півфіналів грали між собою у фіналах дивізіонів, в яких для перемоги також необхідно було виграти чотири гри серії.
Чемпіони кожного з дивізіонів, що визначалися на стадії плей-оф, для визначення чемпіона НБА зустрічалися між собою у Фіналі, що складався із серії ігор до чотирьох перемог.

## Регулярний сезон

### Підсумкові таблиці за дивізіонами
| Східний                         | В  | П  | %П   | Відст | Дом   | Гост  | Нейтр | Див   |
| ------------------------------- | -- | -- | ---- | ----- | ----- | ----- | ----- | ----- |
| x-«Філадельфія Севенті-Сіксерс» | 62 | 20 | .756 | –     | 27–8  | 26–12 | 9–0   | 29–11 |
| x-«Бостон Селтікс»              | 54 | 28 | .659 | 8     | 28–9  | 21–16 | 5–3   | 24–16 |
| x-«Нью-Йорк Нікс»               | 43 | 39 | .524 | 19    | 20–17 | 21–16 | 2–6   | 19–21 |
| x-«Детройт Пістонс»             | 40 | 42 | .488 | 22    | 21–11 | 12–23 | 7–8   | 15–25 |
| «Цинциннаті Роялс»              | 39 | 43 | .476 | 23    | 18–12 | 13–23 | 8–8   | 18–22 |
| «Балтимор Буллетс»              | 36 | 46 | .439 | 26    | 17–19 | 12–23 | 7–4   | 15–25 |

| Західний                   | В  | П  | %П   | Відст | Дом   | Гост  | Нейтр | Див   |
| -------------------------- | -- | -- | ---- | ----- | ----- | ----- | ----- | ----- |
| x-«Сент-Луїс Гокс»         | 56 | 26 | .683 | –     | 25–7  | 22–13 | 9–6   | 31–9  |
| x-«Лос-Анджелес Лейкерс»   | 52 | 30 | .634 | 4     | 30–11 | 18–19 | 4–0   | 28–12 |
| x-«Сан-Франциско Ворріорс» | 43 | 39 | .524 | 13    | 27–14 | 16–23 | 0–2   | 24–16 |
| x-«Чикаго Буллз»           | 29 | 53 | .354 | 27    | 11–22 | 12–24 | 6–7   | 11–29 |
| «Сіетл Суперсонікс»        | 23 | 59 | .280 | 33    | 10–21 | 7–24  | 6–14  | 15–25 |
| «Сан-Дієго Рокетс»         | 15 | 67 | .183 | 41    | 8–33  | 4–26  | 3–8   | 11–29 |

Легенда:
- x – Учасники плей-оф

## Плей-оф
Переможці пар плей-оф позначені жирним. Цифри перед назвою команди відповідають її позиції у підсумковій турнірній таблиці регулярного сезону конференції. Цифри після назви команди відповідають кількості її перемог у відповідному раунді плей-оф.
|  | Півфінали дивізіонів | Півфінали дивізіонів | Півфінали дивізіонів |              |   | Фінали дивізіонів | Фінали дивізіонів | Фінали дивізіонів |  |  | Фінал НБА | Фінал НБА    | Фінал НБА |
|  |                      |                      |                      |              |   |                   |                   |                   |  |  |           |              |           |
|  | 1                    | Сент-Луїс            | 2                    |              |   |                   |                   |                   |  |  |           |              |           |
|  | 3                    | Сан-Франциско        | 4                    |              |   |                   |                   |                   |  |  |           |              |           |
|  | 3                    | Сан-Франциско        | 4                    |              | 3 | Сан-Франциско     | 0                 |                   |  |  |           |              |           |
|  | Західний Дивізіон    |                      |                      |              | 3 | Сан-Франциско     | 0                 |                   |  |  |           |              |           |
|  |                      |                      | 2                    | Л.А. Лейкерс | 4 |                   |                   |                   |  |  |           |              |           |
|  | 4                    | Чикаго               | 2                    | Л.А. Лейкерс | 4 | 1                 |                   |                   |  |  |           |              |           |
|  | 4                    | Чикаго               |                      |              |   | 1                 |                   |                   |  |  |           |              |           |
|  | 2                    | Л.А. Лейкерс         | 4                    |              |   |                   |                   |                   |  |  |           |              |           |
|  |                      |                      |                      |              |   |                   |                   |                   |  |  | W2        | Л.А. Лейкерс | 2         |
|  |                      |                      | E2                   | Бостон       | 4 |                   |                   |                   |  |  |           |              |           |
|  | 1                    | Філадельфія          | 4                    |              |   |                   |                   |                   |  |  |           |              |           |
|  | 3                    | Нью-Йорк             | 2                    |              |   |                   |                   |                   |  |  |           |              |           |
|  | 3                    | Нью-Йорк             | 2                    |              | 1 | Філадельфія       | 3                 |                   |  |  |           |              |           |
|  | Східний Дивізіон     |                      |                      |              | 1 | Філадельфія       | 3                 |                   |  |  |           |              |           |
|  |                      |                      | 2                    | Бостон       | 4 |                   |                   |                   |  |  |           |              |           |
|  | 4                    | Детройт              | 2                    | Бостон       | 4 | 2                 |                   |                   |  |  |           |              |           |
|  | 4                    | Детройт              |                      |              |   | 2                 |                   |                   |  |  |           |              |           |
|  | 2                    | Бостон               | 4                    |              |   |                   |                   |                   |  |  |           |              |           |

## Лідери сезону за статистичними показниками
| Показник                  | Гравець         | Команда                       | Результат |
| ------------------------- | --------------- | ----------------------------- | --------- |
| Очки                      | Дейв Бінг       | «Детройт Пістонс»             | 2,142     |
| Підбирання                | Вілт Чемберлейн | «Філадельфія Севенті-Сіксерс» | 1,952     |
| Передачі                  | Вілт Чемберлейн | «Філадельфія Севенті-Сіксерс» | 702       |
| % влучань з гри           | Вілт Чемберлейн | «Філадельфія Севенті-Сіксерс» | .595      |
| % влучань штрафних кидків | Оскар Робертсон | «Цинциннаті Роялс»            | .873      |

## Нагороди НБА

### Щорічні нагороди
- Найцінніший гравець: Вілт Чемберлейн, «Філадельфія Севенті-Сіксерс»
- Новачок року: Ерл Монро, «Балтимор Буллетс»
- Тренер року: Річі Герін, «Сент-Луїс Гокс»

| - Перша збірна всіх зірок: - Дейв Бінг, «Детройт Пістонс» - Оскар Робертсон, «Цинциннаті Роялс» - Вілт Чемберлейн, «Філадельфія Севенті-Сіксерс» - Джеррі Лукас, «Цинциннаті Роялс» - Елджин Бейлор, «Лос-Анджелес Лейкерс» | - Друга збірна всіх зірок: - Гел Грір, «Філадельфія Севенті-Сіксерс» - Джон Гавлічек, «Бостон Селтікс» - Вілліс Рід, «Нью-Йорк Нікс» - Білл Расселл, «Бостон Селтікс» - Джеррі Вест, «Лос-Анджелес Лейкерс» |

- Перша збірна новачків:
  - Ел Такер, «Сіетл Суперсонікс»
  - Волт Фрейзер, «Нью-Йорк Нікс»
  - Філ Джексон, «Нью-Йорк Нікс»
  - Боб Рул, «Сіетл Суперсонікс»
  - Ерл Монро, «Балтимор Буллетс»